# Troisième district congressionnel du Kansas
Le 3e district congressionnel du Kansas est un district de l'État américain du Kansas. Situé dans l'est du Kansas, le district englobe la totalité des comtés d'Anderson, Franklin, Johnson et Miami et des parties du Comté de Wyandotte. Le district comprend la majeure partie du côté Kansas de la région métropolitaine de Kansas City, y compris tout Overland Park, Leawood, Lenexa, Shawnee, Gardner et Olathe et certaines parties de Kansas City.
Le district est actuellement représenté par la Démocrate Sharice Davids, qui a été élue pour la première fois en 2018, battant le Républicain sortant Kevin Yoder. La nouvelle répartition en 2022 a modifié les limites du district pour ajouter les comtés comtés d'Anderson, Franklin, et des parties du Comté de Miami. L'intégralité du Comté de Miami se trouve désormais dans le 3e district. La partie sud du Comté de Wyandotte, à peu près le long de la I-70, est restée dans le district, tandis que la zone au nord de la I-70 a été déplacée vers le 2e district.

## Histoire

### Redécoupage de 2000
À la suite du redécoupage après le recensement américain de 2000, il y avait 672 124 personnes, 258 439 ménages et 173 022 familles résidant dans le district. La densité de population était de 864,4/mi2 sur une superficie de 778 milles carrés (2 020 km2). Il y avait 272 721 unités de logement à une densité moyenne de 350,7/mi2. La composition raciale du district est de 82,70 % de blancs, 8,88 % de noirs ou d'afro-américains, de 2,60 % d'asiatiques, de 0,70 % d'amérindiens, de 0,04 % d'insulaires du Pacifique, de 3,09 % d'autres races et de 1,99 % de deux races ou plus. Les hispaniques ou latinos de toute race représentaient 6,79 % de la population.
Il y avait 258 439 ménages, dont 36,52 % avaient des enfants de moins de 18 ans vivant avec eux, 53,21 % étaient des couples mariés vivant ensemble, 10,27 % avaient une femme au foyer sans mari et 33,05 % n'étaient pas des familles. 26,12 % de tous les ménages étaient composés d'individus et 7,35 % avaient une personne vivant seule âgée de 65 ans ou plus. La taille moyenne des ménages était de 2,55 et la taille moyenne des familles de 3,11.
Dans le district, la répartition de la population par âge est de 26,60 % de moins de 18 ans, 10,49 % de 18 à 24 ans, 31,65 % de 25 à 44 ans, 21,17 % de 45 à 64 ans et 10,09 % de 65 ans ou plus. L'âge médian était de 33,6 ans. Pour 100 femmes, il y avait 95,78 hommes. Pour 100 femmes âgées de 18 ans et plus, il y avait 92,54 hommes.
Le revenu médian d'un ménage du district est de 51 118 $ et le revenu médian d'une famille de 62 695 $. Les hommes avaient un revenu médian de 42 348 $ contre 30 353 $ pour les femmes. Le revenu par habitant du district était de 26 133 $. Environ 4,9 % des familles et 7,8 % de la population vivaient sous le seuil de pauvreté, dont 8,7 % des moins de 18 ans et 6,0 % des 65 ans ou plus.
Parmi la population âgée de 16 ans et plus, 71,0 % faisaient partie de la population active civile et 0,1 % faisaient partie des forces armées. Parmi les travailleurs civils employés, 12,8 % étaient des fonctionnaires et 5,6 % étaient des travailleurs indépendants. Les postes de gestion, professionnels et apparentés employaient 41,5 % de la main-d'œuvre, et les postes de vente et de bureau 28,8 % supplémentaires. Seulement 0,2 % occupaient un emploi dans l'agriculture, la pêche et la foresterie. L'emploi le plus important par industrie était : l'éducation, la santé et les services sociaux, 19,8 %; services professionnels, scientifiques, de gestion, administratifs et de gestion des déchets, 12,0 %; commerce de détail, 11,8 % ; et fabrication, 10,4 %. Les industries de l'agriculture, de la foresterie, de la pêche et de la chasse et des mines n'employaient que 0,4 %.
Le caractère du quartier est très différent du reste du Kansas, en grande partie en raison de l'influence de Kansas City et de sa banlieue. Alors que les autres districts du Congrès du Kansas comprennent un territoire rural important, le 3e est presque exclusivement urbain et suburbain. En tant que tel, il est beaucoup plus convivial pour les démocrates que le reste de l'État. C'était le seul district du Kansas porté par les démocrates en 2008, 2016 et 2020. Le plus grand comté, Johnson, a traditionnellement penché républicain, bien que la marque de républicanisme pratiquée dans le comté ait traditionnellement été modérée. Le deuxième plus grand, Wyandotte, est depuis longtemps l'un des comtés les plus démocrates de l'État.

### Redécoupage de 2020
Ces dernières années, alors que l'est du Kansas a commencé à croître de façon exponentielle, la population a également augmenté et a voté de manière plus fiable pour les Démocrates. Cela a conduit les membres républicains de la Chambre des Représentants du Kansas et du Sénat de l’État du Kansas à tenter de transformer les cartes des districts en républicains fiables, avec des craintes croissantes que les démocrates puissent remporter un deuxième siège d’ici 2026 s’ils n’agissaient pas. Plusieurs cartes asymétriques ont été tentées pour être adoptées, mais n'ont pas pu être adoptées en raison du veto de la Gouverneure Démocrate Laura Kelly. Une carte moins agressive a été adoptée par la Législature du Kansas après que plusieurs cartes aient fait l'objet d'un veto, mais les critiques affirment que cette carte divise notamment le comté démocratique de Wyandotte et le sépare du Comté de Shawnee, un comté plus proche régionalement et démographiquement du Comté de Wyandotte, dans le but de supprimer le Représentant. Sharice Davids depuis son siège à la Chambre. Néanmoins, Davids a remporté le siège en 2022, après l'entrée en vigueur de la carte.

## Géographie
Le 3e district comprend l'intégralité des comtés suivants, à l'exception de Wyandotte, qu'il partage avec le 2e district. Les villes du Comté de Wyandotte dans le 3e district comprennent Bonner Springs, Edwardsville, Lake Quivira (qui est en partie situé dans le Comté de Johnson) et des parties de Kansas City.
| #   | Comté     | Siège       | Population |
| --- | --------- | ----------- | ---------- |
| 3   | Anderson  | Garnett     | 7838       |
| 59  | Franklin  | Ottawa      | 26 125     |
| 91  | Johnson   | Olathe      | 622 237    |
| 121 | Miami     | Paola       | 35 320     |
| 209 | Wyandotte | Kansas City | 165 281    |

## Historique de vote
| Année | Poste      | Résultats               |
| ----- | ---------- | ----------------------- |
| 2012  | Président  | Romney 57,0 % - 40,0 %  |
| 2016  | Président  | Trump 48,0 % - 43,0 %   |
| 2018  | Gouverneur | Kelly 54,0 % - 39,0 %   |
| 2020  | Président  | Biden 51,0 % - 47,0 %   |
| 2020  | Sénat      | Bollier 50,0 % - 45,0 % |

## Liste des Représentants du district
| Membre                          | Parti       | Années                            | Congrès     | Histoire électorale | Zone géographique |
| ------------------------------- | ----------- | --------------------------------- | ----------- | --- | ----------------- |
| District établit le 4 mars 1875 |             |                                   |             | |                   |
| William Ripley Brown (en)       | Républicain | 4 mars 1875 - 3 mars 1877         | 44e         | Élu en 1874. Perds sa renomination. |                   |
| Thomas Ryan (en)                | Républicain | 4 mars 1877 - 3 mars 1885         | 45e - 48e   | Élu en 1876. Réélu en 1878. Réélu en 1880. Réélu en 1882. Redécoupage vers le 4e district.                                                                                 |                   |
| Bishop W. Perkins (en)          | Républicain | 4 mars 1885 - 3 mars 1891         | 49e - 51e   | Redécoupage depuis le district at-large et réélu en 1884. Réélu en 1886. Réélu en 1888. Perds sa réélection.                                                               |                   |
| Benjamin H. Clover (en)         | Populiste   | 4 mars 1891 - 3 mars 1893         | 52e         | Élu en 1890. Retrait. |                   |
| Thomas J. Hudson (en)           | Populiste   | 4 mars 1893 - 3 mars 1895         | 53e         | Élu en 1892. Retrait. |                   |
| Snyder S. Kirkpatrick (en)      | Républicain | 4 mars 1895 - 3 mars 1897         | 54e         | Réélu en 1894. Perds sa réélection. |                   |
| Edwin R. Ridgely (en)           | Populiste   | 4 mars 1897 - 3 mars 1901         | 55e , 56e   | Élu en 1896. Réélu en 1898. Retrait. |                   |
| Alfred M. Jackson (en)          | Démocrate   | 4 mars 1901 - 3 mars 1903         | 57e         | Élu en 1900. Perds sa réélection. |                   |
| Philip P. Campbell (en)         | Républicain | 4 mars 1903 - 3 mars 1923         | 58e - 67e   | Élu en 1902. Réélu en 1904. Réélu en 1906. Réélu en 1908. Réélu en 1910. Réélu en 1912. Réélu en 1914. Réélu en 1916. Réélu en 1918. Réélu en 1920. Perds sa renomination. |                   |
| William H. Sproul (en)          | Républicain | 4 mars 1923 - 3 mars 1931         | 68e - 71e   | Élu en 1922. Réélu en 1924. Réélu en 1926. Réélu en 1928. Retrait pour se présenter comme Sénateur des États-Unis.                                                         |                   |
| Harold C. McGugin (en)          | Républicain | 4 mars 1931 - 3 janvier 1935      | 72e , 73e   | Élu en 1930. Réélu en 1932. Perds sa réélection. |                   |
| Edward W. Patterson (en)        | Démocrate   | 3 janvier 1935 - 3 janvier 1939   | 74e , 75e   | Élu en 1934. Réélu en 1936. Perds sa réélection. |                   |
| Thomas D. Winter (en)           | Républicain | 3 janvier 1939 - 3 janvier 1947   | 76e - 79e   | Élu en 1938. Réélu en 1940. Réélu en 1942. Réélu en 1944. Perds sa renomination.                                                                                           |                   |
| Herbert A. Meyer (en)           | Républicain | 3 janvier 1947 - 2 octobre 1950   | 80e , 81e   | Élu en 1946. Réélu en 1948. Décès. |                   |
| Vacant                          | Vacant      | 2 octobre 1950 - 17 novembre 1950 | 81e         | |                   |
| Myron V. George (en)            | Républicain | 7 novembre 1950 - 3 janvier 1959  | 81e - 85e   | Élu en 1950 et intronisé plus tôt. Réélu en 1952. Réélu en 1954. Réélu en 1956. Perds sa réélection.                                                                       |                   |
| Denver D. Hargis (en)           | Démocrate   | 3 janvier 1959 - 3 janvier 1961   | 86e         | Élu en 1958. Perds sa réélection. |                   |
| Walter Lewis McVey Jr. (en)     | Républicain | 3 janvier 1961 - 3 janvier 1963   | 87e         | Élu en 1960. Perds sa renomination. |                   |
| Robert Ellsworth (en)           | Républicain | 3 janvier 1963 - 3 janvier 1967   | 88e , 89e   | Redécoupage depuis le 2e district et réélu en 1962. Réélu en 1964. Retrait pour se présenter comme Sénateur des États-Unis.                                                |                   |
| Larry Winn (en)                 | Républicain | 3 janvier 1967 - 3 janvier 1985   | 90e - 98e   | Élu en 1966. Réélu en 1968. Réélu en 1970. Réélu en 1972. Réélu en 1974. Réélu en 1976. Réélu en 1978. Réélu en 1980. Réélu en 1982. Retrait.                              |                   |
| Jan Meyers (en)                 | Républicain | 3 janvier 1985 - 3 janvier 1997   | 99e - 104e  | Élue en 1984. Réélue en 1986. Réélue en 1988. Réélue en 1990. Réélue en 1992. Réélue en 1994. Retrait.                                                                     |                   |
| Vince Snowbarger (en)           | Républicain | 3 janvier 1997 - 3 janvier 1999   | 105e        | Élu en 1996. Perds sa réélection. |                   |
| Dennis Moore (en)               | Démocrate   | 3 janvier 1999 - 3 janvier 2011   | 106e - 111e | Élu en 1998. Réélu en 2000. Réélu en 2002. Réélu en 2004. Réélu en 2006. Réélu en 2008. Retrait.                                                                           |                   |
| Dennis Moore (en)               | Démocrate   | 3 janvier 1999 - 3 janvier 2011   | 106e - 111e | Élu en 1998. Réélu en 2000. Réélu en 2002. Réélu en 2004. Réélu en 2006. Réélu en 2008. Retrait.                                                                           | 2003-2013         |
| Kevin Yoder                     | Républicain | 3 janvier 2011 - 3 janvier 2019   | 112e - 115e | Élu en 2010. Réélu en 2012. Réélu en 2014. Réélu en 2016. Perds sa réélection.                                                                                             |                   |
| Kevin Yoder                     | Républicain | 3 janvier 2011 - 3 janvier 2019   | 112e - 115e | Élu en 2010. Réélu en 2012. Réélu en 2014. Réélu en 2016. Perds sa réélection.                                                                                             | 2013-2023         |
| Sharice Davids                  | Démocrate   | 3 janvier 2019 - Présent          | 116e - 119e | Élue en 2018. Réélue en 2020. Réélue en 2022. Réélue en 2024. |                   |
| Sharice Davids                  | Démocrate   | 3 janvier 2019 - Présent          | 116e - 119e | Élue en 2018. Réélue en 2020. Réélue en 2022. Réélue en 2024. | 2023–Présent      |

## Résultats des récentes élections
Voici les résultats des dix précédents cycles électoraux dans le district.

## Historique des frontières du district

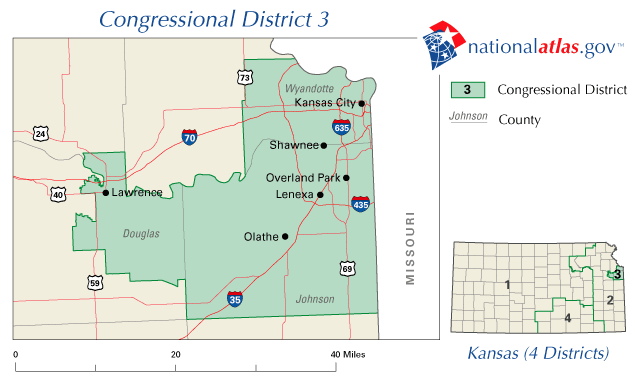
2003 - 2013

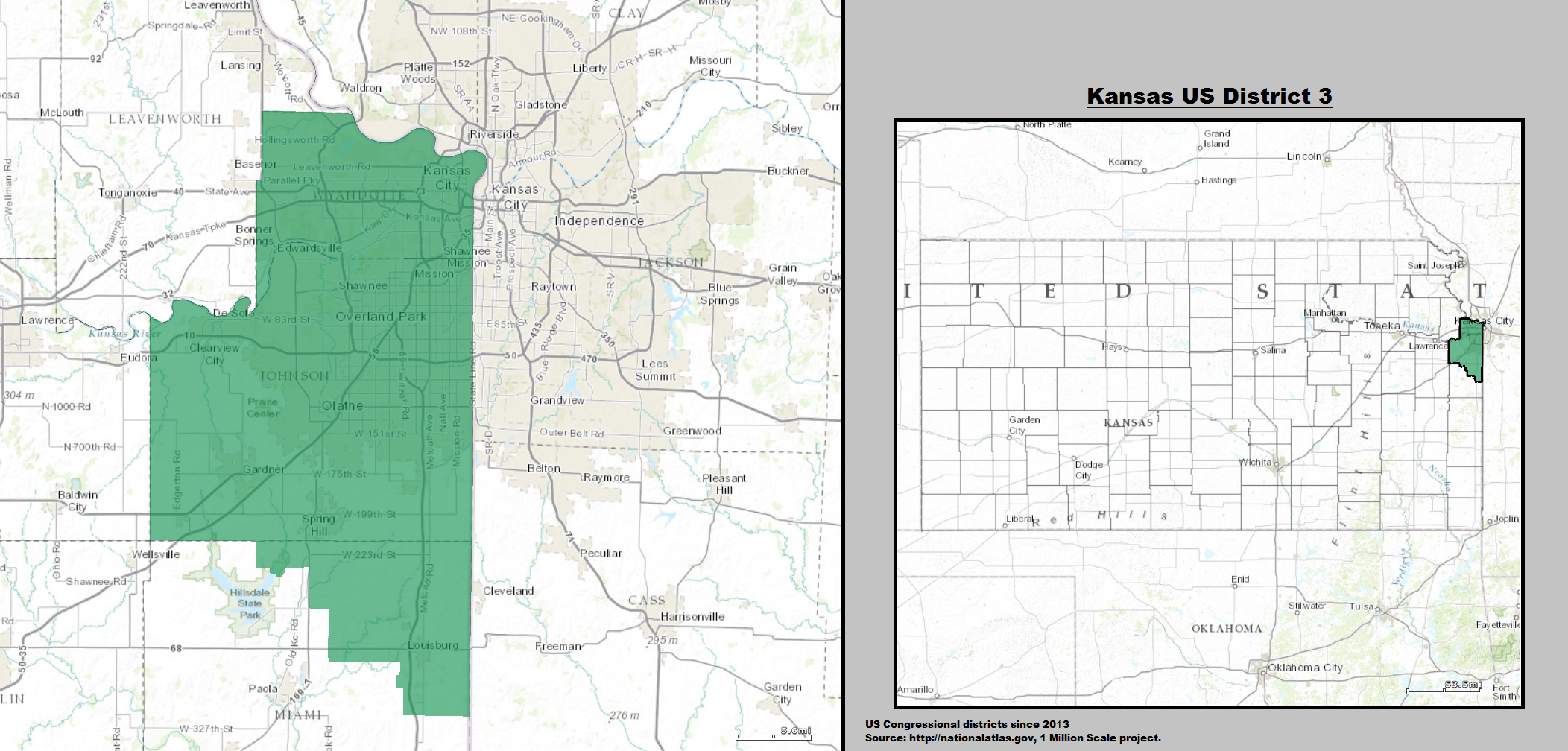
2013 - 2023

### 2004
| Élection de 2004 du 3e district congressionnel du Kansas | Élection de 2004 du 3e district congressionnel du Kansas | Élection de 2004 du 3e district congressionnel du Kansas | Élection de 2004 du 3e district congressionnel du Kansas | Élection de 2004 du 3e district congressionnel du Kansas |
| -------------------------------------------------------- | -------------------------------------------------------- | -------------------------------------------------------- | -------------------------------------------------------- | -------------------------------------------------------- |
| Parti                                                    | Parti                                                    | Candidat                                                 | Votes                                                    | %                                                        |
|                                                          | Démocrate                                                | Dennis Moore (en) (en) (sortant)                         | 184 050                                                  | 54,82                                                    |
|                                                          | Républicain                                              | Kris Kobach                                              | 145 542                                                  | 43,35                                                    |
|                                                          | Libertarien                                              | Joe Bellis                                               | 3191                                                     | 0,95                                                     |
|                                                          | Réforme                                                  | Richard Wells                                            | 2956                                                     | 0,88                                                     |
| Total des votes                                          | Total des votes                                          | Total des votes                                          | 335 739                                                  | 100 %                                                    |
|                                                          | Les Démocrates conservent                                |                                                          |                                                          |                                                          |

### 2006
| Élection de 2006 du 3e district congressionnel du Kansas | Élection de 2006 du 3e district congressionnel du Kansas | Élection de 2006 du 3e district congressionnel du Kansas | Élection de 2006 du 3e district congressionnel du Kansas | Élection de 2006 du 3e district congressionnel du Kansas |
| -------------------------------------------------------- | -------------------------------------------------------- | -------------------------------------------------------- | -------------------------------------------------------- | -------------------------------------------------------- |
| Parti                                                    | Parti                                                    | Candidat                                                 | Votes                                                    | %                                                        |
|                                                          | Démocrate                                                | Dennis Moore (en) (en) (sortant)                         | 149 480                                                  | 64,47                                                    |
|                                                          | Républicain                                              | Chuck Ahner                                              | 78 446                                                   | 33,84                                                    |
|                                                          | Réforme                                                  | Robert A. Conroy                                         | 3925                                                     | 1,69                                                     |
| Total des votes                                          | Total des votes                                          | Total des votes                                          | 231 851                                                  | 100 %                                                    |
|                                                          | Les Démocrates conservent                                |                                                          |                                                          |                                                          |

### 2008
| Élection de 2008 du 3e district congressionnel du Kansas | Élection de 2008 du 3e district congressionnel du Kansas | Élection de 2008 du 3e district congressionnel du Kansas | Élection de 2008 du 3e district congressionnel du Kansas | Élection de 2008 du 3e district congressionnel du Kansas |
| -------------------------------------------------------- | -------------------------------------------------------- | -------------------------------------------------------- | -------------------------------------------------------- | -------------------------------------------------------- |
| Parti                                                    | Parti                                                    | Candidat                                                 | Votes                                                    | %                                                        |
|                                                          | Démocrate                                                | Dennis Moore (en) (en) (sortant)                         | 202 541                                                  | 56,44                                                    |
|                                                          | Républicain                                              | Nick Jordan                                              | 142 307                                                  | 39,66                                                    |
|                                                          | Réforme                                                  | Roger Tucker                                             | 3937                                                     | 1,10                                                     |
|                                                          | Libertarien                                              | Joe Bellis                                               | 10 073                                                   | 2,81                                                     |
| Total des votes                                          | Total des votes                                          | Total des votes                                          | 358 858                                                  | 100 %                                                    |
|                                                          | Les Démocrates conservent                                |                                                          |                                                          |                                                          |

### 2010
| Élection de 2010 du 3e district congressionnel du Kansas | Élection de 2010 du 3e district congressionnel du Kansas | Élection de 2010 du 3e district congressionnel du Kansas | Élection de 2010 du 3e district congressionnel du Kansas | Élection de 2010 du 3e district congressionnel du Kansas |
| -------------------------------------------------------- | -------------------------------------------------------- | -------------------------------------------------------- | -------------------------------------------------------- | -------------------------------------------------------- |
| Parti                                                    | Parti                                                    | Candidat                                                 | Votes                                                    | %                                                        |
|                                                          | Républicain                                              | Kevin Yoder                                              | 136 246                                                  | 58,40                                                    |
|                                                          | Démocrate                                                | Stephene Moore                                           | 90 193                                                   | 38,66                                                    |
|                                                          | Libertarien                                              | Jasmin Talbert                                           | 6846                                                     | 2,94                                                     |
| Total des votes                                          | Total des votes                                          | Total des votes                                          | 233 285                                                  | 100 %                                                    |
|                                                          | Les Républicains prennent aux Démocrates                 |                                                          |                                                          |                                                          |

### 2012
| Élection de 2012 du 3e district congressionnel du Kansas | Élection de 2012 du 3e district congressionnel du Kansas | Élection de 2012 du 3e district congressionnel du Kansas | Élection de 2012 du 3e district congressionnel du Kansas | Élection de 2012 du 3e district congressionnel du Kansas |
| -------------------------------------------------------- | -------------------------------------------------------- | -------------------------------------------------------- | -------------------------------------------------------- | -------------------------------------------------------- |
| Parti                                                    | Parti                                                    | Candidat                                                 | Votes                                                    | %                                                        |
|                                                          | Républicain                                              | Kevin Yoder (sortant)                                    | 201 087                                                  | 68,5                                                     |
|                                                          | Libertarien                                              | Joel Balam                                               | 92 675                                                   | 31,5                                                     |
| Total des votes                                          | Total des votes                                          | Total des votes                                          | 293 762                                                  | 100 %                                                    |
|                                                          | Les Républicains conservent                              |                                                          |                                                          |                                                          |

### 2014
| Élection de 2014 du 3e district congressionnel du Kansas | Élection de 2014 du 3e district congressionnel du Kansas | Élection de 2014 du 3e district congressionnel du Kansas | Élection de 2014 du 3e district congressionnel du Kansas | Élection de 2014 du 3e district congressionnel du Kansas |
| -------------------------------------------------------- | -------------------------------------------------------- | -------------------------------------------------------- | -------------------------------------------------------- | -------------------------------------------------------- |
| Parti                                                    | Parti                                                    | Candidat                                                 | Votes                                                    | %                                                        |
|                                                          | Républicain                                              | Kevin Yoder (sortant)                                    | 134 493                                                  | 60,02                                                    |
|                                                          | Démocrate                                                | Kelly Kultala                                            | 89 584                                                   | 39,98                                                    |
| Total des votes                                          | Total des votes                                          | Total des votes                                          | 224 077                                                  | 100 %                                                    |
|                                                          | Les Républicains conservent                              |                                                          |                                                          |                                                          |

### 2016
| Élection de 2016 du 3e district congressionnel du Kansas | Élection de 2016 du 3e district congressionnel du Kansas | Élection de 2016 du 3e district congressionnel du Kansas | Élection de 2016 du 3e district congressionnel du Kansas | Élection de 2016 du 3e district congressionnel du Kansas |
| -------------------------------------------------------- | -------------------------------------------------------- | -------------------------------------------------------- | -------------------------------------------------------- | -------------------------------------------------------- |
| Parti                                                    | Parti                                                    | Candidat                                                 | Votes                                                    | %                                                        |
|                                                          | Républicain                                              | Kevin Yoder (sortant)                                    | 176 022                                                  | 51,3                                                     |
|                                                          | Démocrate                                                | Jay Sidie                                                | 139 300                                                  | 40,6                                                     |
|                                                          | Libertarien                                              | Steve Hohe                                               | 27 791                                                   | 8,1                                                      |
| Total des votes                                          | Total des votes                                          | Total des votes                                          | 343 113                                                  | 100 %                                                    |
|                                                          | Les Républicains conservent                              |                                                          |                                                          |                                                          |

### 2018
| Élection de 2018 du 3e district congressionnel du Kansas | Élection de 2018 du 3e district congressionnel du Kansas | Élection de 2018 du 3e district congressionnel du Kansas | Élection de 2018 du 3e district congressionnel du Kansas | Élection de 2018 du 3e district congressionnel du Kansas |
| -------------------------------------------------------- | -------------------------------------------------------- | -------------------------------------------------------- | -------------------------------------------------------- | -------------------------------------------------------- |
| Parti                                                    | Parti                                                    | Candidat                                                 | Votes                                                    | %                                                        |
|                                                          | Démocrate                                                | Sharice Davids                                           | 164 253                                                  | 53,3                                                     |
|                                                          | Républicain                                              | Kevin Yoder (sortant)                                    | 136 104                                                  | 44,2                                                     |
|                                                          | Libertarien                                              | Chris Clemmons                                           | 7643                                                     | 2,5                                                      |
| Total des votes                                          | Total des votes                                          | Total des votes                                          | 308 000                                                  | 100 %                                                    |
|                                                          | Les Démocrates prennent aux Républicains                 |                                                          |                                                          |                                                          |

### 2020
| Élection de 2020 du 3e district congressionnel du Kansas | Élection de 2020 du 3e district congressionnel du Kansas | Élection de 2020 du 3e district congressionnel du Kansas | Élection de 2020 du 3e district congressionnel du Kansas | Élection de 2020 du 3e district congressionnel du Kansas |
| -------------------------------------------------------- | -------------------------------------------------------- | -------------------------------------------------------- | -------------------------------------------------------- | -------------------------------------------------------- |
| Parti                                                    | Parti                                                    | Candidat                                                 | Votes                                                    | %                                                        |
|                                                          | Démocrate                                                | Sharice Davids (sortante)                                | 220 049                                                  | 53,6                                                     |
|                                                          | Républicain                                              | Amanda Adkins                                            | 178 773                                                  | 43,6                                                     |
|                                                          | Libertarien                                              | Steven Hohe                                              | 11 596                                                   | 2,8                                                      |
| Total des votes                                          | Total des votes                                          | Total des votes                                          | 410 418                                                  | 100 %                                                    |
|                                                          | Les Démocrates conservent                                |                                                          |                                                          |                                                          |

### 2022
| Primaire Démocrate de 2022 du 3e district congressionnel du Kansas | Primaire Démocrate de 2022 du 3e district congressionnel du Kansas | Primaire Démocrate de 2022 du 3e district congressionnel du Kansas | Primaire Démocrate de 2022 du 3e district congressionnel du Kansas | Primaire Démocrate de 2022 du 3e district congressionnel du Kansas |
| ------------------------------------------------------------------ | ------------------------------------------------------------------ | ------------------------------------------------------------------ | ------------------------------------------------------------------ | ------------------------------------------------------------------ |
| Parti                                                              | Parti                                                              | Candidat                                                           | Votes                                                              | %                                                                  |
|                                                                    | Démocrate                                                          | Sharice Davids (sortante)                                          | 37 475                                                             | 100%                                                               |

| Primaire Républicaine de 2022 du 3e district congressionnel du Kansas | Primaire Républicaine de 2022 du 3e district congressionnel du Kansas | Primaire Républicaine de 2022 du 3e district congressionnel du Kansas | Primaire Républicaine de 2022 du 3e district congressionnel du Kansas | Primaire Républicaine de 2022 du 3e district congressionnel du Kansas |
| --------------------------------------------------------------------- | --------------------------------------------------------------------- | --------------------------------------------------------------------- | --------------------------------------------------------------------- | --------------------------------------------------------------------- |
| Parti                                                                 | Parti                                                                 | Candidat                                                              | Votes                                                                 | %                                                                     |
|                                                                       | Républicain                                                           | Amanda Adkins                                                         | 41 260                                                                | 77,2                                                                  |
|                                                                       | Républicain                                                           | John McCaughrean                                                      | 28 573                                                                | 22,8                                                                  |

| Élection de 2022 du 3e district congressionnel du Kansas | Élection de 2022 du 3e district congressionnel du Kansas | Élection de 2022 du 3e district congressionnel du Kansas | Élection de 2022 du 3e district congressionnel du Kansas | Élection de 2022 du 3e district congressionnel du Kansas |
| -------------------------------------------------------- | -------------------------------------------------------- | -------------------------------------------------------- | -------------------------------------------------------- | -------------------------------------------------------- |
| Parti                                                    | Parti                                                    | Candidat                                                 | Votes                                                    | %                                                        |
|                                                          | Démocrate                                                | Sharice Davids (sortante)                                | 165 527                                                  | 54,9                                                     |
|                                                          | Républicain                                              | Amanda Adkins                                            | 128 839                                                  | 42,8                                                     |
|                                                          | Libertarien                                              | Steve Hohe                                               | 6928                                                     | 2,3                                                      |
| Total des votes                                          | Total des votes                                          | Total des votes                                          | 301 294                                                  | 100 %                                                    |
|                                                          | Les Démocrates conservent                                |                                                          |                                                          |                                                          |

### 2024
| Primaire Démocrate de 2024 du 3e district congressionnel du Kansas | Primaire Démocrate de 2024 du 3e district congressionnel du Kansas | Primaire Démocrate de 2024 du 3e district congressionnel du Kansas | Primaire Démocrate de 2024 du 3e district congressionnel du Kansas | Primaire Démocrate de 2024 du 3e district congressionnel du Kansas |
| ------------------------------------------------------------------ | ------------------------------------------------------------------ | ------------------------------------------------------------------ | ------------------------------------------------------------------ | ------------------------------------------------------------------ |
| Parti                                                              | Parti                                                              | Candidat                                                           | Votes                                                              | %                                                                  |
|                                                                    | Démocrate                                                          | Sharice Davids (sortante)                                          | 37 837                                                             | 100%                                                               |

| Primaire Républicaine de 2024 du 3e district congressionnel du Kansas | Primaire Républicaine de 2024 du 3e district congressionnel du Kansas | Primaire Républicaine de 2024 du 3e district congressionnel du Kansas | Primaire Républicaine de 2024 du 3e district congressionnel du Kansas | Primaire Républicaine de 2024 du 3e district congressionnel du Kansas |
| --------------------------------------------------------------------- | --------------------------------------------------------------------- | --------------------------------------------------------------------- | --------------------------------------------------------------------- | --------------------------------------------------------------------- |
| Parti                                                                 | Parti                                                                 | Candidat                                                              | Votes                                                                 | %                                                                     |
|                                                                       | Républicain                                                           | Prasanth Reddy                                                        | 26 573                                                                | 53,1                                                                  |
|                                                                       | Républicain                                                           | Karen Crnkovich                                                       | 23 510                                                                | 46,9                                                                  |

| Élection de 2024 du 3e district congressionnel du Kansas | Élection de 2024 du 3e district congressionnel du Kansas | Élection de 2024 du 3e district congressionnel du Kansas | Élection de 2024 du 3e district congressionnel du Kansas | Élection de 2024 du 3e district congressionnel du Kansas |
| -------------------------------------------------------- | -------------------------------------------------------- | -------------------------------------------------------- | -------------------------------------------------------- | -------------------------------------------------------- |
| Parti                                                    | Parti                                                    | Candidat                                                 | Votes                                                    | %                                                        |
|                                                          | Démocrate                                                | Sharice Davids (sortante)                                | 209 871                                                  | 53,4                                                     |
|                                                          | Républicain                                              | Prasanth Reddy                                           | 167 570                                                  | 42,6                                                     |
|                                                          | Libertarien                                              | Steve Roberts                                            | 15 892                                                   | 4,0                                                      |
| Total des votes                                          | Total des votes                                          | Total des votes                                          | 393 333                                                  | 100 %                                                    |
|                                                          | Les Démocrates conservent                                |                                                          |                                                          |                                                          |